# Gili & Galit
Gili & Galit (em hebraico: גילי וגלית) foi uma dupla musical israelita, constituída por Gili Netanel (1977) e Galit Burg-Michael (Bat Yam, 8 de junho de 1968 – Kfar Daniel, 28 de novembro de 2022).
Gili & Galit foi fundada no início de 1989 com o objetivo de concorrer na pré-seleção israelita para o Festival Eurovisão da Canção 1989. Com a música Derekh Hamelekh conseguiram vencer a fase preliminar, o que lhes permitiu representar Israel no Festival Eurovisão da Canção 1989, que decorreu em Lausanne, na Suíça. Na competição alcançaram o 12º lugar de 22 participantes, recebendo 50 pontos. Gili, na altura com 12 anos, tornou-se num dos participantes mais jovens da história do Festival Eurovisão da Canção.
Após a participação na Eurovisão, a dupla separou-se. Gili lançou um álbum a solo em 1989 que não teve sucesso, foi viver para Londres, e atualmente trabalha na área da ópera. Galit casou-se e lançou dois álbuns, vivendo alternadamente em Israel e nos Estados Unidos.
Galit morreu a 28 de novembro de 2022, aos 54 anos, num acidente de viação perto de Kfar Daniel, no centro de Israel. De acordo com The Times of Israel, Galit esteve envolvida numa colisão entre um camião e dois veículos.